# Heinrich-Jasomirgott-Brunnen

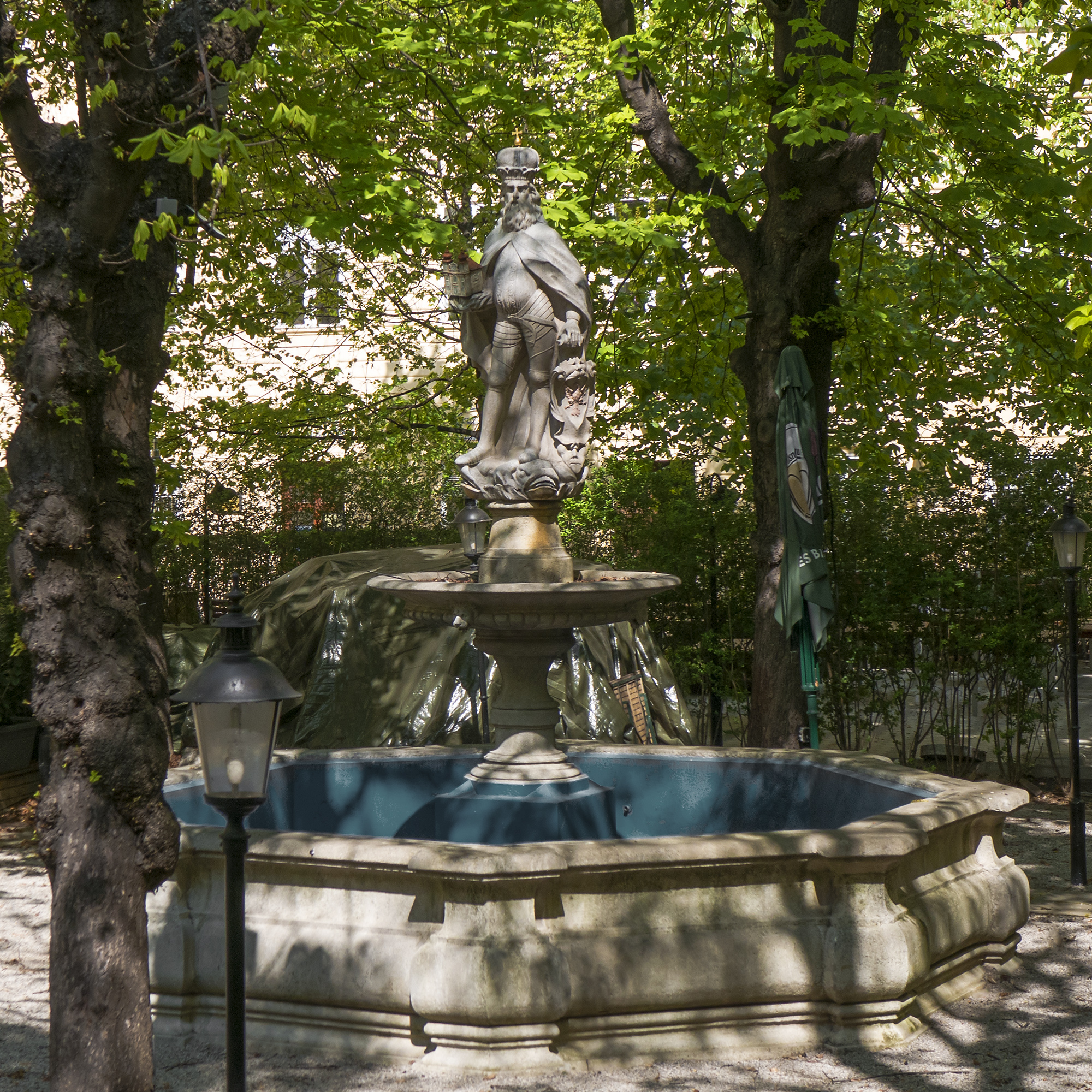
Heinrich-Jasomirgott-Brunnen

Der Heinrich-Jasomirgott-Brunnen oder auch Heinrichsbrunnen ist ein Brunnen im Schottenstift im 1. Wiener Gemeindebezirk Innere Stadt. Als Bestandteil der Gesamtanlage des Schottenstifts steht er unter Denkmalschutz (Listeneintrag).

## Geschichte
Der Heinrich-Jasomirgott-Brunnen im Großen Schottenhof des Schottenstifts an der Freyung wurde vom Abt des Stiftes, Peter Heister, gestiftet und vom Bildhauer Johann Sebastian Wagner 1652 geschaffen. Unter Abt Benno Pointner wurde der Brunnen 1770 restauriert. Da die Darstellung des Herzogs Heinrich II. Jasomirgott dem Herzog Leopold III. sehr ähnlich ist, wurde er gelegentlich Leopoldsbrunnen genannt.
Anlass für die Stiftung war die Erschließung einer Quelle auf dem Gebiet der dem Schottenstift gehörenden Pfarrkirche Sankt Ulrich im 7. Wiener Gemeindebezirk Neubau, deren Wasser durch die Schottenfelder Hofwasserleitung in die Neue Burg geleitet wurde. Ein Teil dieses Trinkwassers kam durch eine Verlängerung der Rohrleitung auch dem Schottenstift zugute.

## Beschreibung
In einem achteckigen Steinbecken mit geschwungenen Rändern befindet sich eine gegliederte Säule, welche eine runde Brunnenschale mit einem weiteren Postament trägt. Dieses Postament besitzt vier Fische als Wasserspeier, die gleichzeitig die aus Stein gefertigte Figur von Herzog Heinrich II Jasomirgott tragen. Aus der Brunnenschale fließt das Wasser durch die Mundöffnungen von vier Löwenköpfen in das große Brunnenbecken.
Gekleidet ist dieser in eine Rüstung, die zum Teil durch seinen Mantel verdeckt ist. In der rechten Hand trägt er ein aus Metall gefertigtes Modell der Kirche des Schottenstifts, während er sich mit der linken Hand auf einen Wappenschild stützt.
Ursprünglich war die Steinfigur entweder teilweise oder zur Gänze vergoldet.